# 埃德蒙·马斯基
埃德蒙·西克斯图斯·马斯基（英語：Edmund Sixtus Muskie，1914年3月28日—1996年3月26日），美国政治家，曾任缅因州州长和第58任美国国务卿。

## 生平
1914年，出生于缅因州牛津县拉姆福德。1936年，毕业于贝茨学院。1939年，毕业于康奈尔大学。
1942年，美国海军服役。1946年，当选缅因州众议员。1955年，当选缅因州州长。1959年，当选美国参议员。1968年，竞选美国副总统失利。1972年，竞选（民主党）总统候选人失利。 1978年，率团访问中国。1980年，出任美国国务卿。 1981年，卸任。
1996年，去世。